# Лефрансе, Гюстав Адольф
Гюстав Адольф Лефрансе (фр.  Gustave Adolphe Lefrançais; 30 января 1826, Анже, департамента Мен и Луара — 16 мая 1901, Париж) — французский революционер, анархист, член Международного товарищества трудящихся (Первый интернационал). Член Парижской Коммуны и Юрской федерации.

## Биография

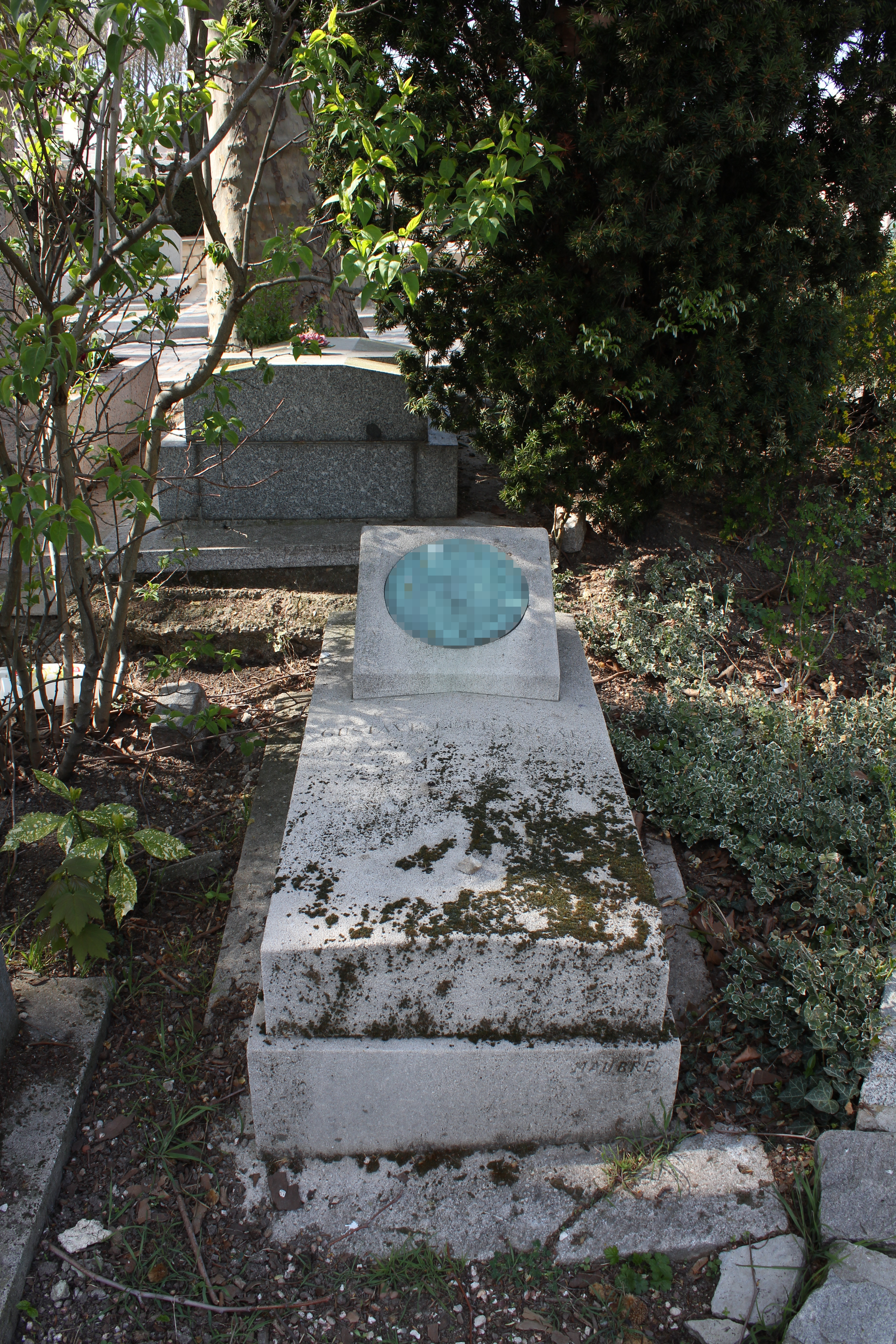
Могила Г. Лефрансе на кладбище Пер-Лашез

По профессии — учитель. Приверженец идей социализма и лаицизма. За политическую деятельность в 1847 году был впервые уволен с работы.
Участник французской революции 1848 года. Один из организаторов Ассоциации учителей-социалистов (1849). За деятельность, несовместимую с государственной политикой, весной 1851 был лишён права преподавания в школах Франции.
После государственного переворота 2 декабря 1851 года вынужден был эмигрировать в Великобританию. В Лондоне вместе с анархо-коммунистом Ж. Дежаком открыл ресторан «La sociale».
Вернулся в Париж в 1853 и вскоре стал популярным социалистическим оратором. В 1860-х годах вступил в Первый интернационал, был членом Федерального совета парижских секций, примыкал к левым прудонистам. Во время осады Парижа, за участие в восстании 31 октября 1870 был на четыре месяца заключён в тюрьму.
26 марта 1871 года избран членом Парижской Коммуны. Был (поочерёдно) членом Исполнительной комиссии, Комиссии труда и обмена, Комиссии финансов. Выступал против создания Комитета общественного спасения. Присоединился к прудонистскому «меньшинству» Коммуны. В июле 1871 года после подавления Коммуны сумел избежать ареста и бежал в Швейцарию. В августе 1872 заочно приговорён к смертной казни.
В Женеве примкнул к бакунистам. Присутствовал без мандата на Гаагском конгрессе Первого Интернационала. Сотрудничал с рядом либертарных газет.
Сыграл большую роль в создании Юрской федерации.
Оказал помощь Э. Реклю в написании 19-томного труда «Земля и люди. Всеобщая география» (1873—1893).
В 1880 вернулся после амнистии в Париж, где окончательно обосновался в 1887 году.
Умер в 1901 году. Похоронен на кладбище Пер-Лашез.

## Публикации
- Etude sur le mouvement communaliste a Paris en 1871, Neuchâtel, 1871;
- Souvenirs d’un révolutionnaire, Brux., 1903 («Воспоминания коммунара», перевод с франц. яз. Л.: рабочее издательство «Прибой». 1925).